# Ulvepigen Tinke
Ulvepigen Tinke er en dansk film fra 2002, skrevet og instrueret af Morten Køhlert efter Cecil Bødkers roman Hungerbarnet.

## Handling
Vogterdrengen Larus gumler på brødskorper ude i ødemarken, da han får øje på en sulten, snavset og stinkende lille vildkat, Tinke. Larus giver pigen brød og mælk og opnår efterhånden hendes fortrolighed. Det viser sig chokerende, at hun bor alene i et hønsehus, fordi hun ikke kan klare lugten af sin mors rådne lig inde i stuen. Tinkes mor døde for mange måneder siden af en sygdom, som også slog faderen ihjel.

## Medvirkende
- Sarah Juel Werner som Tinke
- Peter Jeppe Hansen som Larus
- Lisbet Dahl
- Erik Wedersøe
- Birthe Neumann
- Bent Mejding
- Kjeld Nørgaard
- Lotte Andersen
- Pelle Koppel
- Trine Pallesen
- Sarah Boberg